# Arxarunik
Arxarunik (en armeni: Արշարունիք) era un districte de la província armènia de l'Airarat, que tenia al nord el Xirak, a l'oest el Vanand, el Havnuniq i el Gabelian; al sud el Bagrevand, i a l'est l'Aragadzotn i el Jakatq.
La principal ciutat era Iervandaxat, a l'est del territori, prop de la confluència del riu Akhurian amb el riu Araxes (armeni Yeraskh), però la capital va ser Bagaran, situada a l'altra banda del riu Akhurian no lluny de Yerevandashat.
La major part del territori va pertànyer a la família dels Camsaracans, fins a l'any 772. Després el van haver de vendre als Bagratuní. La part dels Mamiconis (al sud) va passar als emirs qaysites de Mantziciert el 772 per enllaç de l'emir Djahap al-Qaisi amb la darrera princesa Mamicònia.